# (3077) Henderson
(3077) Henderson (1982 SK; 1940 BA; 1942 VK; 1957 EG; 1972 RV; 1979 VF2) ist ein ungefähr fünf Kilometer großer Asteroid des inneren Hauptgürtels, der am 22. September 1982 vom US-amerikanischen Astronomen Edward L. G. Bowell am Lowell-Observatorium, Anderson Mesa Station (Anderson Mesa) in der Nähe von Flagstaff, Arizona (IAU-Code 688) entdeckt wurde.

## Benennung
(3077) Henderson wurde nach dem schottischen Astronomen und Mathematiker Thomas Henderson (1798–1844) benannt, der Astronom am Royal Observatory, Cape of Good Hope und später Astronomer Royal for Scotland war. 1839 berechnete er erstmals die Entfernung von Alpha Centauri zur Erde. Die Benennung wurde vom Entdecker Edward L. G. Bowell nach einer Empfehlung von B. Hetherington vorgeschlagen. Der Mondkrater Henderson ist ebenfalls nach Thomas Henderson benannt.